# 프레드리크 1세
프레드리크 1세(스웨덴어: Fredrik I, 1676년 4월 28일 ~ 1751년 4월 5일)는 스웨덴의 국왕(재위: 1720년 3월 24일 ~ 1751년 3월 25일)이자 헤센카셀 방백(재위: 1730년 3월 23일 ~ 1751년 3월 25일)으로 헤센카셀 가 출신이다.

## 생애
1676년 신성 로마 제국의 카셀에서 헤센카셀 방백 카를(Karl)과 쿠를란트 공작 야코프 케틀러(Jacob Kettler)의 딸인 마리아 아말리아(Maria Amalia)의 셋째 아들로 태어났다.
1700년 브란덴부르크의 프리드리히 3세 선제후(프로이센의 프리드리히 1세 국왕)의 딸인 루이제 도로테아(Luise Dorothea)와 결혼했지만 5년 만에 사별했고 1715년에는 스웨덴의 공주였던 울리카 엘레오노라와 재혼했다.
스페인 왕위 계승 전쟁에서는 신성 로마 제국 군대에 참전하여 슈파이어바흐(Speyerbach) 전투(1703년), 카스틸로네(Castiglione) 전투(1706년)에서 프랑스 군대와 교전했지만 모두 패전하고 만다.
1720년 울리카 엘레오노라 여왕이 퇴위하면서 스웨덴의 국왕으로 즉위했다. 그렇지만 스웨덴은 1721년 대북방 전쟁에서 러시아 제국에 패배하면서 강대국 지위를 상실하게 된다. 또한 스웨덴과 러시아 제국 사이에 체결된 뉘스타드 조약을 통해 스웨덴은 에스토니아, 리보니아, 잉그리아, 카렐리야를 러시아 제국에 할양하게 된다.
1723년 프레드리크 1세가 절대주의 왕정을 입헌군주제로 전환하는 내용이 담긴 헌법을 제정하면서 스웨덴은 스웨덴의 자유 시대를 맞이하게 된다. 1730년 3월 23일에는 아버지의 뒤를 이어 헤센카셀 방백으로 임명되었다.
프레드리크 1세 사후 스웨덴 왕위는 아돌프 프레드리크, 헤센카셀 방백위는 동생 빌헬름이 뒤를 이었다.